# Vulgichneumon leucanioides
Vulgichneumon leucanioides är en stekelart som först beskrevs av Iwata 1958.  Vulgichneumon leucanioides ingår i släktet Vulgichneumon och familjen brokparasitsteklar. Inga underarter finns listade i Catalogue of Life.